# Kepler-20
Kepler-20 è una stella distante 922 anni luce dalla Terra nella costellazione della Lira con un sistema di sei pianeti noti.  Il 20 dicembre 2011, il team della Missione Kepler ha annunciato la scoperta dei primi pianeti extrasolari di dimensione simile alla Terra, Kepler-20 e e Kepler-20 f.  

## Caratteristiche
Kepler-20 è una stella simile al Sole, una nana gialla con una massa 0,95 volte quella solare, un raggio anch'esso di poco inferiore ed un po' più fredda (5500 K). La stella appare più vecchia del Sole, la sua età è stimata essere di 7,6 miliardi di anni, anche se il margine di errore in questo caso è piuttosto ampio.

## Sistema planetario
Due dei pianeti del sistema hanno una dimensione simile alla Terra, anche se non sono analoghi terrestri per altri importanti aspetti: non sono "all'interno di una zona abitabile" secondo il rapporto della NASA, con temperature superficiali attese rispettivamente di 760 °C (1 400 °F) e 427 °C (801 °F). Entrambi i pianeti hanno orbite più piccole di quelle di Mercurio. Nel sistema sono stati osservati altri tre pianeti che per dimensioni e massa sono catalogabili tra i mininettuno, denominati Kepler-20 b, Kepler-20 c e Kepler-20 d.
Nel 2016 tramite il metodo della velocità radiale è stato scoperto un altro pianeta, il sesto del sistema. Si tratta di un gigante gassoso avente una massa all'incirca 20 volte quella terrestre. L'ordine dei pianeti nel sistema, in base alla distanza dalla stella, è b-e-c-f-g-d. Tutti orbitano all'interno dell'orbita equivalente di Mercurio attorno al Sole e sono quindi piuttosto caldi, con il più esterno che ha una temperatura di equilibrio di 400 K.

## Prospetto sul sistema

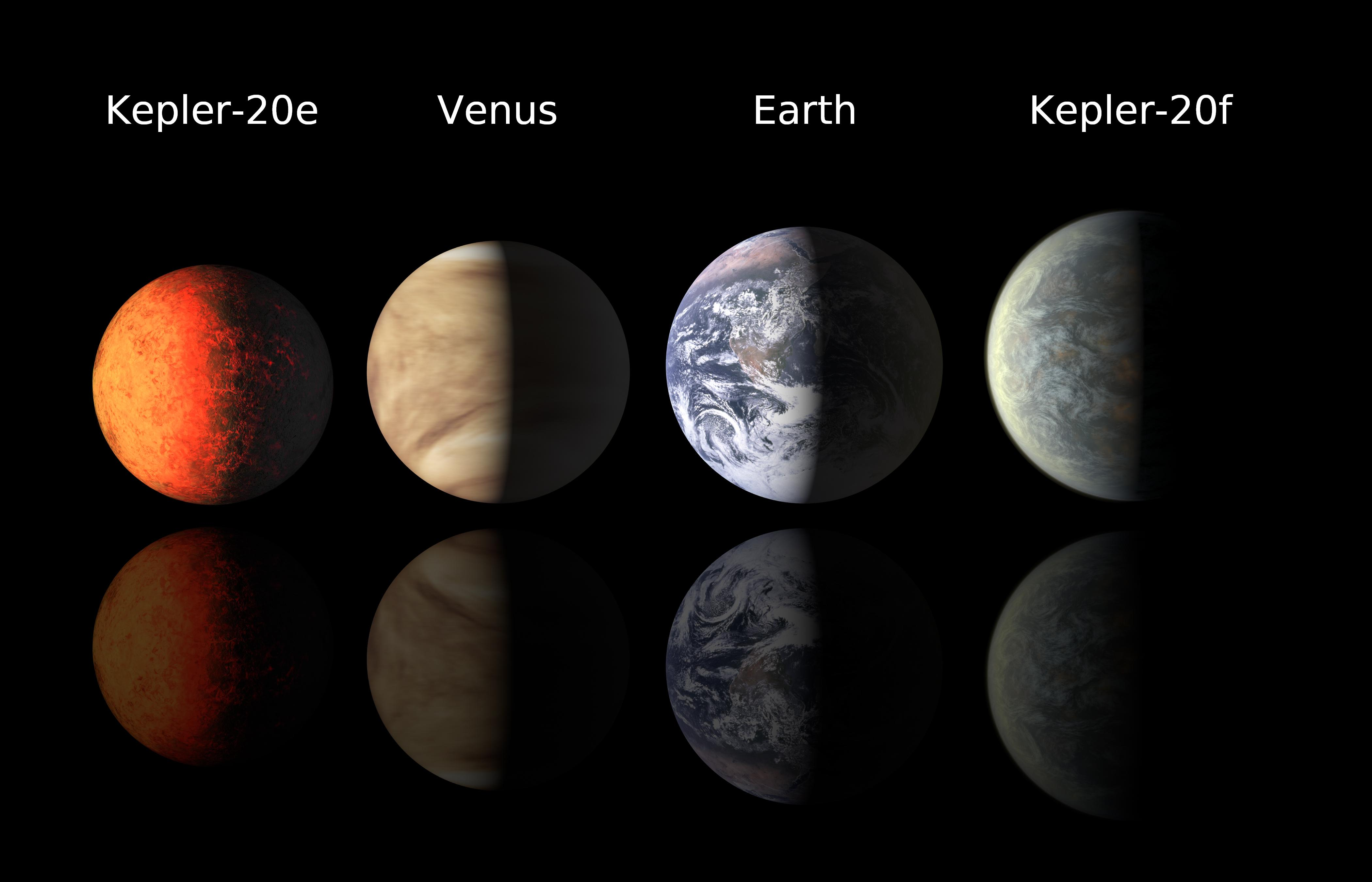
I pianeti e ed f di Kepler-20 a confronto con Venere e Terra.

## Prospetto sul sistema[8][2]
| Pianeta | Tipo            | Massa              | Raggio    | Periodo orb.  | Sem. maggiore | Eccentricità | Incl. orbita | Scoperta |
| ------- | --------------- | ------------------ | --------- | ------------- | ------------- | ------------ | ------------ | -------- |
| b       | Super Terra     | < 16 M⊕            | 1,71 r⊕   | 3,696 giorni  | 0,0463 UA     | 0,03         | 87,36°       | 2011     |
| e       | Roccioso        | < 6 M⊕             | 0,81 r⊕   | 6,098 giorni  | 0,0639 UA     | —            | 87,63°       | 2011     |
| c       | Gigante gassoso | < 34 M⊕            | 2,87 r⊕   | 10,854 giorni | 0,0949 UA     | 0,16         | 89,82°       | 2011     |
| f       | Roccioso        | < 5,5 M⊕           | < 0,86 r⊕ | 19,577 giorni | 0,1396 UA     | —            | 88,79°       | 2011     |
| g       | Gigante gassoso | 19,96+3,8 −3,61 M⊕ | —         | 34,94 giorni  | 0,2055 UA     | 0,15         | —            | 2016     |
| d       | Gigante gassoso | < 133 M⊕           | 2,49 r⊕   | 77,612 giorni | 0,356 UA      | < 0,6        | 89,71°       | 2011     |